# Ancistrocarpus densispinosus
Ancistrocarpus densispinosus är en malvaväxtart som beskrevs av Oliver. Ancistrocarpus densispinosus ingår i släktet Ancistrocarpus och familjen malvaväxter. Inga underarter finns listade i Catalogue of Life.